# Ахтубинская епархия
Ахту́бинская епархия — епархия Русской православной церкви, объединяющая приходы и монастыри в северной части Астраханской области (в границах Ахтубинского, Енотаевского, Красноярского, Наримановского, Харабалинского и Черноярского районов, а также города Знаменска). Входит в состав Астраханской митрополии.

## История
Со времён освоения русскими территории нижнего поволжья территория нынешней Ахтубинской епархии подчинялись Казанскому митрополиту. В 1602 году была образована Астраханская епархия.
Ахтубинская епархия выделена из состава Астраханской решением Священного Синода Русской православной церкви от 12 марта 2013. На этом же заседании Священного Синода главой епархии был избран иеромонах Антоний (Азизов), клирик Астраханской епархии. С 7 мая 2013 епархией управляет епископ Антоний (Азизов).

Казалось, это такое место, где трудно создать епархию. Взвешивались все «за» и «против». Почему-то казалось, что на огромных просторах Астраханской области должна быть непременно еще одна епархия. Теперь я своими глазами вижу, что решение было правильным.
— Патриарх Кирилл

## Епископы
- 7 мая 2013 — 24 сентября 2021 - Антоний (Азизов)
- 24 сентября 2021 — 11 октября 2023 - Всеволод (Понич)
- с 11 октября 2023 - Матфей (Самкнулов)

## Благочиния и приходы
Ахтубинское благочиние (12 приходов, 19 клириков)
- Приход Архистратига Божия Михаила. Настоятель: Епископ Ахтубинский и Енотаевский Антоний. Адрес: Ахтубинск, Фрунзе 27
- Архиерейское подворье Владимирской иконы Божьей матери. Адрес: Ахтубинск, Волгоградская 111А
- Приход апостолов Петра и Павла. Ахтубинск, ул. Заводская 75
- Приход Святого благоверного князя Александра Невского. Адрес: г. Знаменск, ул. Мира
- Приход Святителя Николая Чудотворца. Адрес: с. Капустин Яр, ул. Советская 132А
- Приход Святого Великомученика Георгия Победоносца. Адрес: с. Капустин Яр ул. Ростовская, 46
- Приход Святителя Николая Чудотворца. Адрес: п. г. т. Верхний Баскунчак, ул. Ленина 41
- Приход Казанской иконы Божией Матери. Адрес: п. Нижний Баскунчак, ул. М. Горького, 23Б
- Приход Покрова Божией Матери. Адрес: с. Болхуны, ул. Базарная, 1, литер А, Б
- Приход Собора Архистратига Михаила и прочих Небесных Сил Бесплотных. Адрес: с. Пироговка, ул. Советская,31
- Приход Введения во храм Пресвятой Богородицы. Адрес: с. Золотуха, ул. Степная, 4
- Приход Святых благоверных князей Петра и Февронии Муромских. Адрес: с. Пологое Займище, ул. Астраханская, 3/2

Енотаевское благочиние (11 приходов, 6 клириков)
- Приход Благовещения Пресвятой Богородицы (г. Нариманов).
- Приход великомученика Пантелеймона (п. Тинаки).
- Приход в честь Вознесения Господня (с. Рассвет).
- Храм святителя Николая Чудотворца (с. Николаевка).
- Приход в честь Пресвятой Троицы (с. Енотаевка).
- Приход в честь Преображения Господня (с. Замьяны).
- Приход в честь апостолов Петра и Павла (с. Сероглазка).
- Приход Успения Пресвятой Богородицы (с. Копановка).
- Приход в честь св. мчцц. Веры, Надежды, Любови и матери и Софии (п. Тинаки-2)
- Приход в честь Воскресения Христова (п. Трусово)
- Приход в честь Архистратига Божиего Михаила (с. Владимировка)

Красноярское благочиние (9 приходов, 3 священников)
- Христорождественский женский монастырь. Адрес: с. Красный Яр Астраханской области, ул. Молодёжная,20
- Приход в честь вмч. Пантелеимона.
- Приход в честь равноап. кн. Ольги (п. Бузан)
- Приход в честь прп. Сергия Радонежского (с. Новоурусовка)
- Приход в честь Казанской иконы Божией Матери (с. Разночиновка)

Харабалинское благочиние (7 приходов, 4 священников)
- Храм Вознесения Господня. Адрес: г. Харабали, ул. Ленина, 3
- Приход иконы Божией Матери «Нечаянная радость». Адрес: п. Тамбовка, ул. Советская, 51а
- Приход Святителя Алексия митрополита Московского. Адрес: с. Селитренное, ул. Степная, 41 «А»
- Приход Иконы Божией Матери «Неупиваемая Чаша». Адрес: п. Вольное, ул. Советская, 35
- Приход пророка Божия Ильи. Адрес: с. Речное, ул. Гагарина, 31
- Приход Казанской иконы. Адрес: с. Разночиновка, ул. Ленина д. 1
- Приход Покрова Божией Матери. Адрес: с. Сасыколи, ул. Ленина д. 59 б

Черноярское благочиние (13 приходов, 7 клириков)
- Приход Рождества Пресвятой Богородицы (с. Никольское).
- Приход Покрова Пресвятой Богородицы (с. Пришиб).
- Приход в честь Донской иконы Божьей Матери (с. Грачи).
- Приход апостолов Петра и Павла (с. Чёрный Яр).
- Приход Иоанна Богослова (с. Вязовка)
- Приход Казанской иконы Божьей Матери (с. Старица).
- Приход в честь Фёдора Ушакова (с. Ушаковка).
- Приход в честь Введения во храм Пресвятой Богородицы (с. Солодники).
- Приход Покрова Пресвятой Богородицы (с. Солёное Займище).
- Приход в честь блгв. кн. Александра Невского (с. Поды)
- Приход в честь свт. Николая Чудотворца (с. Каменный Яр)
- Приход в честь свт. Николая Чудотворца (с. Ветлянка)

## Монастыри
- Христорождественский монастырь (женский; село Красный Яр одноимённого района)
- Воскресенско-Мироносицкий монастырь (женский; село Зубовка, Черноярский район)